# カサネ
カサネ（Kasane）は、ボツワナの都市。チョベ地区の首府である。人口7,638人（2001年）。

## 概要
ナミビア、ボツワナ、ジンバブエ、ザンビア4ヶ国の国境が最も近くなる地点に位置する国境の都市である。

カサネはザンビア、ボツワナ、ナミビア、ジンバブエ4か国の国境が非常に近接する地点にある町である

カサネはボツワナ最北端に位置し、チョベ川の南岸に位置する。チョベ川をはさんでナミビアのカプリビ回廊と接するが、ナミビア側には湿地が広がり居住や往来はできない。8km東にチョベ川とザンベジ川の合流点があり、1.6kmだけザンベジ川をはさんでボツワナとザンビアが直接接する。ここに国境検問所が存在し、ザンビアのカズングラ市とはカズングラ・フェリーによって結ばれている。また、その近くにはジンバブエ国境と検問所も存在し、80km東にあるヴィクトリアの滝と道路で結ばれている。
カサネはチョベ国立公園に最も近い都市であり、さらにオカバンゴ・デルタやヴィクトリアの滝にも遠くなく日帰りが可能なため、近年観光客が増加している。そのため、ホテルやロッジが建設され、観光開発が進んでいる。

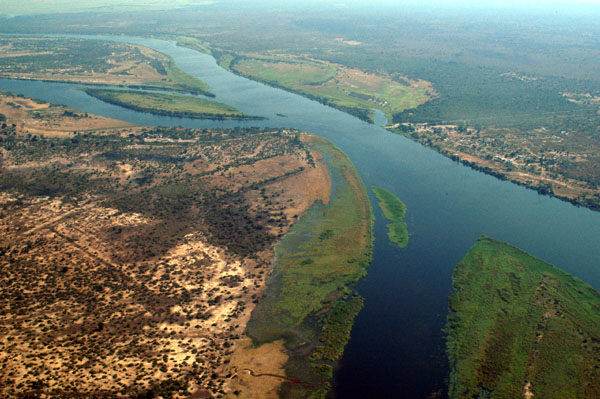
カサネ周辺の航空写真。カサネは左側中央上部に位置する。川を境に、上側の島がナミビア（カプリビ回廊先端部）、右側がザンビア、左側の中央より上がボツワナ、左側中央より下と下側の島がジンバブエ領である。

## 交通

### 空港
- カサネ空港（英語版）

### 道路
カサネは首都ハボローネやフランシスタウンと結ぶ舗装道路の終点である。この道路はカズングラ・フェリーによってザンビアの幹線道路と接続し、中部アフリカの動脈となっている。重量制限によってヴィクトリアフォールズ橋を通れないトラックなどがこのルートを使う。しかしこのフェリーに代わりザンビアとボツワナを直接結ぶカズングラ橋が計画され、2007年に両国政府が契約を締結し、2014年に着工し、2021年5月10日に開通した。